# Reithrodontomys musseri
Reithrodontomys musseri — вид гризунів, які належать до родини Хом'якові (Cricetidae). Вид названий на честь Гая Г. Массера (Guy G. Musser).

## Поширення
Цей вид відомий тільки з типового місця знаходження: 3300 м, Cerro Asunción, провінція Картаго, Коста-Рика.